# Mononobe no Arakabi
Mononobe no Arakabi est un nom japonais traditionnel ; le nom de famille (ou le nom d'école), Mononobe, précède donc le prénom (ou le nom d'artiste).
Mononobe no Arakabi (物部 麁鹿火, décédé en 536) est un ministre au cours de la période Kofun du Japon ancien.

## Contexte historique
En 512, le souverain du royaume coréen de Baekje (appelé Kudara par les Japonais) demande à prendre le contrôle de quatre districts de la terre de la confédération de Gaya (connue des Japonais sous le nom Mimana). Arakabi reçoit de l'empereur Keitai l'ordre de faire savoir le consentement de l'empereur, mais sur les conseils de sa femme feint la maladie et affirme être incapable de faire le voyage. La légendaire reine guerrière japonaise, l'impératrice Jingū passe pour avoir conquis ces terres pour l'État Yamato plusieurs siècles auparavant (autour des années 200-300 CE), et Arakabi et son épouse prennent cela comme un signe que le kami souhaite que ces terres soient aux mains des Japonais.
En tant que ministre, Arakabi mène des expéditions pour lutter contre les peuples étrangers et aussi pour réprimer les révoltes des différents éléments rebelles au sein de l'État Yamato, dont Iwai, gouverneur de Tsukushi, dont la rébellion a été réprimée en 527.

## Source de la traduction
- (en) Cet article est partiellement ou en totalité issu de l’article de Wikipédia en anglais intitulé « Mononobe no Arakabi » (voir la liste des auteurs).